# Xã Springvale, Quận Barnes, Bắc Dakota
Xã Springvale (tiếng Anh: Springvale Township) là một xã thuộc quận Barnes, tiểu bang Bắc Dakota, Hoa Kỳ. Năm 2010, dân số của xã này là 53 người.